# Річард Джуелл (фільм)
«Річард Джуелл»(англ. Richard Jewell) — біографічна драма Клінта Іствуда, що розповідає про реальні події, що відбулися влітку 1996 року під час Олімпійських ігор в Атланті. Звичайний охоронець Річард Джуелл (його грає Пол Волтер Гаузер) героїчно врятував сотні життів, коли знайшов бомбу поруч з парком, де мав відбуватися концерт. Але через кілька днів на Джуелла почалося цькування з боку ЗМІ та правоохоронних органів, які звинуватили його в підготовці теракту. Світова прем'єра фільму відбулась 13 грудня 2019 року в рамках міжнародного кінофестивалю AFI FEST. В Україні стрічка вийшла в прокат 20 лютого 2020.

## Сюжет
В один із днів Олімпійських ігор 1996 року, які проходять в Атланті, приватний охоронець Річард Джуелл (Пол Волтер Гаузер) виявляє сумку з вибуховим пристроєм і в терміновому порядку відводить людей із зони ураження. Але незважаючи на його дії і роботу спецслужб, бомба все-таки вибухає. Гине дві людини, понад сотня отримують поранення. З усім тим, завдяки уважності і своєчасним діям Джуелла врятовані сотні життів. Однак через два дні герой стає головним підозрюваним у теракті, проти нього порушують кримінальну справу, а ЗМІ підхоплюють цю історію і виставляють Джуелла ворогом номер один. На його захист стає адвокат Вотсон Браянт (Сем Роквелл). Разом їм доведеться протистояти судовій системі, громадській думці, ЗМІ і ФБР, які намагаються посадити Джуелла за ґрати.

## У ролях
- Пол Волтер Гаузер — Річард Джуелл
- Сем Роквелл — адвокат Вотсон Браянт
- Кеті Бейтс — Бобі Джуелл (мати Річарда)
- Джон Гемм — агент ФБР Том Шоу
- Олівія Вайлд — журналістка Кеті Скраґґз
- Ніна Аріанда — Надія, помічниця Браянта
- Єн Ґомес — агент ФБР Ден Беннет
- Ділан Куссман — спеціальний агент ФБР Брюс Г'юз
- Майк Пнєвський — Брендон Гемм
- Ніко Нікотера — Дейв Датчес
- Ерік Менденголл — Ерік Рудольф
- Ронні Аллен — Кенні Роджерс